# Federico Chueca y Robres

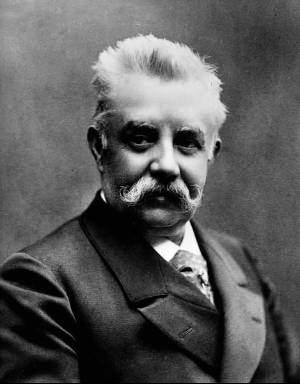
Federico Chueca y Robres

Pío Estanislao Federico Chueca y Robres (Madrid, 5 mei 1846 – aldaar, 20 juli 1908) was een Spaans componist.

## Levensloop
Hij was het tweede kind in een Madrileense burgerlijke familie. Op 8-jarige leeftijd ging hij op het Real Conservatorio Superior de Música de Madrid. Hij heeft lessen voor solfège en piano gevolgd. Maar zijn familie dwong hem de muziekstudie te stoppen en vanaf 1862 medicijnen aan San Carlos te studeren.
In 1866 werd hij als deelnemer aan een demonstratie tegen de Narváez regering opgepakt en 3 dagen gearresteerd in de gevangenis "San Francisco" in Madrid. Tijdens deze dagen componeerde hij verschillende walsen getiteld: Lamentos de un preso. Later heeft hem de componist Francisco Asenjo Barbieri, zijn muzikale mentor, de werken te completeren en dirigeerde de uitvoeringen. In 1867 overleden zijn ouders aan cholera en dat dwong hem te stoppen met de medicijnstudie. Aansluitend ging hij aan het Real Conservatorio Superior de Música de Madrid terug en studeerde bij Juan Castellano, Miró en José Vega Aguado.
Hij speelde piano in het Café de Zaragoza en dirigeerde het orkest in het Teatro Variedades. Chueca y Robres had geniale vondsten en het viel hem licht melodieën en ritmes neer te zetten. Meestal werkte hij muzikaal voor de harmonisatie en de orkestratie samen met Francisco Asenjo Barbieri, Tomás Bretón Hernández en vooral Joaquín Valverde Durán. Chueca y Robres wordt als meester van het género chico, een bepaalde vorm van de zarzuela, beschouwd.

## Composities

### Werken voor orkest
- Lamentos de un preso

### Werken voor banda (harmonieorkest)
- Al dos de Mayo, paso-doble
- Cádiz, paso-doble
- Fantasía uit "El bateo"
- Preludio uit "El bateo"
- Fantasía uit "Agua, azucarillos y aguardiente"
- Gran fantasía de la Zarzuela "El año pasado por agua"
  1. Preludio
  2. Vals
  3. Mazurca
  4. Habanera
  5. Pasacalle
- Pasacalle uit "El año pasado por agua"
- Preludio uit "Agua, azucarillos y aguardiente"
- Selección uit "Agua, azucarillos y aguardiente"
- Selección uit "El año pasado por agua"
- Selección uit "El chaleco blanco"
- Selección uit "La alegría de la huerta"
- Selección uit "La Gran Vía"

### Muziektheater

#### Zarzuelas
| Voltooid in | titel                                                                                                  | aktes   | première                                             | libretto                                                |
| ----------- | --- | ------- | ---------------------------------------------------- | ------------------------------------------------------- |
| 1875        | El sobrino del difunto                                                                                 | 1 akte  | 25 augustus 1875, Madrid, Teatro Buen Retiro         | Salvador Lastra en Enrique Prieto                       |
| 1875        | Bonito país; samen met: Joaquín Valverde Durán en Tomás Bretón Hernández                               |         | 25 augustus 1875, Madrid, Teatro Apolo               | Luis Santana en José María Isern                        |
| 1876        | Tres ruinas artísticas                                                                                 | 1 akte  | 17 juli 1876, Madrid, Teatro Buen Retiro             | Salvador Lastra                                         |
| 1877        | ¡A los toros!; samen met: Joaquín Valverde Durán                                                       |         | 1 augustus 1877, Madrid                              | Ricardo de la Vega                                      |
| 1877        | Un maestro de obra prima; samen met: Joaquín Valverde Durán                                            | 1 akte  | 9 juli 1877, Madrid, Jardines del teatro Buen Retiro | Andrés Ruesga                                           |
| 1877-1878   | Los barrios bajos; samen met: Joaquín Valverde Durán en José Rogel                                     |         | 6 februari 1878, Madrid, Teatro Apolo                | José López Silva                                        |
| 1878        | La función de mi pueblo                                                                                |         | 26 maart 1878, Madrid, Teatro de la Comedia          | Ricardo de la Vega                                      |
| 1880        | La canción de la Lola, oorspronkelijk La camisa de la Lola getiteld; samen met: Joaquín Valverde Durán | 1 akte  | 25 mei 1880, Madrid, Teatro de la Alhambra           | Ricardo de la Vega                                      |
| 1882        | Luces y sombras                                                                                        |         | 1 februari 1882, Madrid, Teatro Variedades           | Salvador Lastra, Andrés Ruesga y Enrique Prieto         |
| 1882        | La Plaza de Antón Martín                                                                               |         | 24 mei 1882, Madrid, Teatro Variedades               | Salvador María Granés, Eusebio Sierra en Enrique Prieto |
| 1882        | Fiesta nacional                                                                                        |         | 25 november 1882, Madrid, Teatro Variedades          | Tomás Luceño en Javier de Burgos                        |
| 1883        | De la noche a la mañana                                                                                |         | 4 december 1883, Madrid, Teatro Variedades           | Salvador Lastra, Andrés Ruesga en Enrique Prieto        |
| 1883-1884   | ¡Hoy sale, hoy!; samen met Francisco Asenjo Barbieri                                                   |         | 16 januari 1884, Madrid, Teatro Variedades           | Tomás Luceño en Javier de Burgos                        |
| 1884        | Vivitos y coleando                                                                                     |         | 15 maart 1884, Madrid, Teatro Variedades             | Salvador Lastra, Andrés Ruesga en Enrique Prieto        |
| 1884        | Caramelo; samen met: Joaquín Valverde Durán                                                            |         | 19 oktober 1884, Madrid, Teatro Eslava               | Javier de Burgos                                        |
| 1885        | Así en la tierra como en el cielo                                                                      |         | 14 maart 1885, Madrid, Teatro Variedades             | Salvador Lastra, Andrés Ruesga en Enrique Prieto        |
| 1886        | La Gran Vía; samen met: Joaquín Valverde Durán                                                         | 1 akte  | 2 juli 1886, Madrid, Teatro Felipe                   | Felipe Pérez y González                                 |
| 1886        | Cádiz; samen met: Joaquín Valverde Durán                                                               | 2 aktes | 20 november 1886, Madrid, Teatro Felipe              | Juan de Burgos                                          |
| 1887-1888   | Madrid-Barcelona                                                                                       |         | 11 februari 1888, Madrid, Teatro Principal           | Eloy Perillán i Buxó                                    |
| 1889        | El año pasado por agua                                                                                 |         | 1 maart 1889, Madrid, Teatro Apolo                   | Ricardo de la Vega                                      |
| 1889        | De Madrid a París                                                                                      |         | 12 juli 1889, Madrid, Teatro Felipe                  | Eusebio Sierra en José Jackson Veyán                    |
| 1889-1890   | El arca de Noé                                                                                         | 1 akte  | 6 februari 1890, Madrid, Teatro de la Zarzuela       | Andrés Ruesga en Enrique Prieto                         |
| 1890        | El chaleco blanco                                                                                      | 1 akte  | 26 juni 1890, Madrid, Teatro Felipe                  | Miguel Ramos Carrión                                    |
| 1891        | La caza del oso ó El tendero de comestibles                                                            | 1 akte  | 6 maart 1891, Madrid, Teatro Apolo                   | José Jackson Veyán en Eusebio Sierra                    |
| 1892        | El cofre misterioso                                                                                    |         | 26 november 1892, Madrid, Teatro Apolo               | Pina Domínguez                                          |
| 1893        | Los descamisados                                                                                       | 1 akte  | 31 oktober 1893, Madrid, Teatro Apolo                | Carlos Arniches en José López Silva                     |
| 1895        | Las zapatillas; georkestreerd door A. Saco del Valle                                                   |         | 5 december 1895, Madrid, Teatro Apolo                | José Jackson Veyán                                      |
| 1896        | El coche correo                                                                                        | 1 akte  | 4 april 1896, Madrid, Teatro Apolo                   | Carlos Arniches en José López Silva                     |
| 1896        | Fuegos artificiales                                                                                    |         | ?                                                    | Felipe Pérez González                                   |
| 1897        | Agua, azucarillos y aguardiente                                                                        | 1 akte  | 23 juni 1897, Madrid, Teatro Apolo                   | Miguel Ramos Carrión                                    |
| 1899        | Los "arrastraos"                                                                                       | 1 akte  | 27 mei 1899, Madrid, Teatro Apolo                    | José Jackson Veyán en José López Silva                  |
| 1899-1900   | La alegría de la huerta                                                                                | 1 akte  | 20 januari 1900, Madrid, Teatro Eslava               | Enrique García Álvarez y Antoni                         |
| 1901        | El bateo (El bautizo)                                                                                  | 1 akte  | 7 november 1901, Madrid, Teatro de la Zarzuela       | Antonio Paso en Antonio Domínguez                       |
| 1901        | El capote de paseo                                                                                     | 1 akte  | 1901, Madrid, Teatro Eslava                          | José López Silva en José Jackson Veyán                  |
| 1902        | La corría de toros                                                                                     | 1 akte  | 15 december 1902, Madrid, Teatro Eslava              | Antonio Paso en Diego Jiménez-Prieto                    |
| 1903        | Las mocitas del barrio                                                                                 |         | 29 maart 1913, Madrid, Teatro Lara                   | Antonio Casero en Alejandro Larrubiera                  |
| 1904        | La borracha                                                                                            | 1 akte  | 10 oktober 1904, Madrid, Teatro Moderno              | José Jackson Veyán en José López Silva                  |
| 1906        | Chinita; samen met: Pedro Córdoba                                                                      | 1 akte  | 1906, Madrid, Teatro Eslava                          | Luis Ibañez Villaescusa                                 |
| 1907        | El estudiante; samen met: Laureano Fontanals                                                           | 1 akte  | 1907, Madrid, Teatro Apolo                           | José López Silva                                        |
| ?           | El caballero de Gracia                                                                                 |         |                                                      |                                                         |
| ?           | El asombro de Damasco                                                                                  | 2 aktes |                                                      | Antonio Paso en Joaquín Abati                           |
| ?           | Pobre chica                                                                                            |         |                                                      |                                                         |